# Elis Chiewitz
Elis Chiewitz (uttalas tje:vits), född 13 maj 1784 i Hovförsamlingen, Stockholm, död 24 juni 1839 på Hammarlands prästgård på Åland, var en svensk musiker och konstnär.

## Biografi

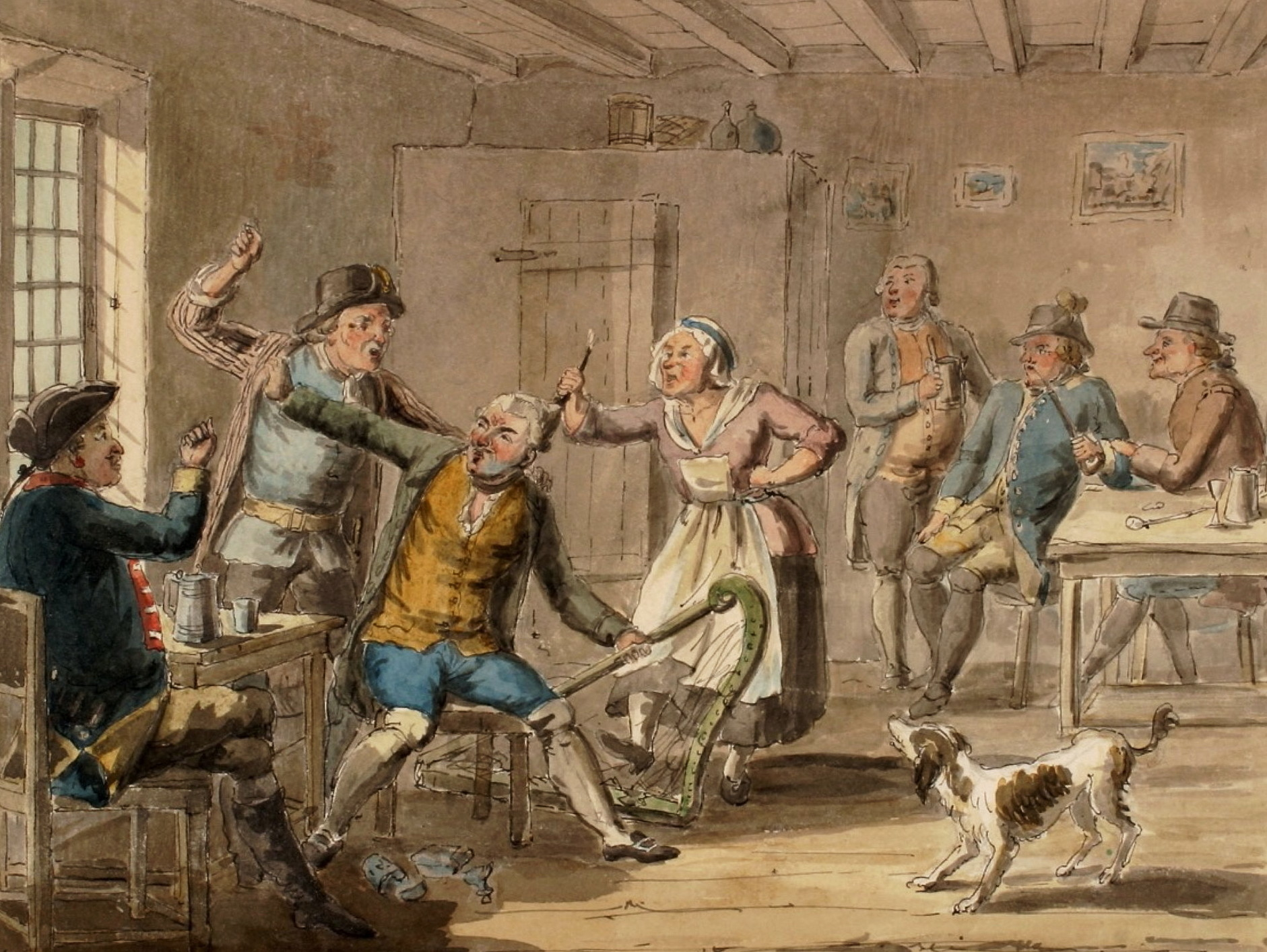
Mollberg blir slagen på krogen Rostock.

Han var son till violinisten i hovkapellet Paul Johansson Cheiwitz och Christina Elisabeth Runius. Han var bror till Johan Georg Chiewitz och farbror till Georg Theodor Chiewitz. Han studerade först musik och trakterade redan som ung violoncellen vid olika konserter bland annat med hovkapellet. Han inledde sina konststudier vid Konstakademien 1801, trots uppmuntran och ett flertal medaljer kvarstod han som elev så sent som 1820. Han medverkade ett flertal gånger i akademiens utställningar med genrebilder, landskap och historiska scener i olja eller akvarell. 
Mest känd har han blivit för sina illustrationer, bland annat illustrerade han de två albumen Galleri till Fredmans epistlar och sånger 1826–1827 med Bellmanfigurer som omfattar tolv gruppscener och tjugofem enstaka Bellmanfigurer i färglagd linjeetsning efter akvarellerade tuschteckningar och illustreringen av Svenska Teater-Galleriet 1826 med tjugofyra rollfigurer ur olika sång och talpjäser samt Ett år i Stockholm (1837). 
En del av Elias Chiewitz färglitografier kom senare att fungera som förlagor till kistebrev tryckta vid Berlingska boktryckeriet i Lund.
Sina sista år i livet var han verksam som teckningslärare i Åbo på Åland där han skrev och illustrerade läroboken Handbok i linearteckning 1836. Chiewitz är representerad vid Nationalmuseum, Norrköpings konstmuseum, Uppsala universitetsbibliotek  och Kungliga biblioteket.